# Culex abonnenci
Culex abonnenci är en tvåvingeart som beskrevs av Clastrier 1970. Culex abonnenci ingår i släktet Culex och familjen stickmyggor.
Artens utbredningsområde är Franska Guyana. Inga underarter finns listade i Catalogue of Life.